# Opistognathus scops
Opistognathus scops is een  straalvinnige vissensoort uit de familie van kaakvissen (Opistognathidae). De wetenschappelijke naam van de soort is voor het eerst geldig gepubliceerd in 1889 door Jenkins & Evermann.
De soort staat op de Rode Lijst van de IUCN als niet bedreigd, beoordelingsjaar 2007.